# Sabin Cvjetković
Sabin Cvjetković O.F.M. (tal. Savino Floriani; Dubrovnik, 1580. – Dubrovnik, 24. prosinca 1661.) bio je prelat Katoličke Crkve koji je služio kao biskup trebinjsko-mrkanski od 1647. do 1661.

## Životopis
Sabin je rođen 1580. godine. Krsno ime mu je bilo Mihovil. Osnovnu školu završio je u Dubrovniku. Tu je posato članom Franjevačke provincije u istom gradu. Filozofsko-teološki studij pohađao je u Bresci, Milanu i Rimu. Kao profesor je predavao na raznim učilištima u Italiji. Godine 1612. bio je profesor, tzv. generalni lektor, teološkog učilišta u napuljskom franjevačkom samostanu Santa Maria Nova. Po povratku u Dubrovnik nastavlja predavati teologiju. Tri je puta obnašao dužnost provincijala Dubrovačke provincije (1616.–1620.; 1628.–1631.; 1640.–1643.), a 1625. izabran je za generalnoga definitora franjevačkog reda.
Dubrovački ga Senat, 14. veljače 1647., predlaže, a papa Inocent X., 16. rujna iste godine, potvrđuje za trebinjsko-mrkanskog biskupa. Zaređen je u Bazilici sv. Marije od nebeskog oltara, 22. rujna 1647. godine. Glavni posvetitelj bio mu je Vincenzo kard. Maculani. Zbog straha od Turaka, uskoka i hajduka, za 14-godišnje uprave, nije nikada stupio na tlo Trebinjske biskupije. Ipak, uspio je održavati veze s dvojicom župnika iz Ravnog i Graca. Povremeno je stanovao na Mrkanu, ali je zbog čestih pljački otoka za vrijeme Kandijskoga rata više vremena provodio u Dubrovniku nego na Mrkanu. U izvješću iz 1659., Cvjetković piše Kongregaciji Koncila kako su hajduci/gusari za vrijeme Kandijskoga rata temeljito opustošili biskupovu kuću i crkvu na Mrkanu.
Zbog Cvjetkovićeva pretežnoga boravka u Dubrovniku, a ne na prostoru svoje biskupije, Sveta Stolica je zatražila od njegova nasljednika, biskupa Scipiona de Martinisa, da prije negoli preuzme upravu nad biskupijom, položi zakletvu da će stanovati na prostoru vlastite biskupije.
Umro je u Dubrovniku, 24. prosinca 1661. Pokopan je u apsidalnom koru samostanske crkve Male braće u Dubrovniku.

### Knjige
- Perić, Ratko. 2000. Da im spomen očuvamo. Biskupski ordinarijat Mostar. Mostar.

### Članci
- Krešić, Milenko. 2015. Povijesno-pravne činjenice o Mrkanskoj biskupiji. Vrhbosnensia. Katolički bogoslovni fakultet Univerziteta u Sarajevu. Sarajevo.  (1): 31–43
- Lešić, Anto. 1998. Floriani, Savin. Hrvatski biografski leksikon. Zagreb.  journal zahtijeva |journal= (pomoć)

### Mrežna sjedišta
- Bishop Sabin (Savino) Cvjetković (Florian), O.F.M. Obs. †. catholic-hierarchy.org (engleski). Pristupljeno 16. rujna 2022.

| Titule u Katoličkoj Crkvi  | Titule u Katoličkoj Crkvi              | Titule u Katoličkoj Crkvi      |
| -------------------------- | -------------------------------------- | ------------------------------ |
| prethodnik Krizostom Antić | Biskup trebinjsko-mrkanski 1647.–1661. | nasljednik Scipion de Martinis |